# 1831年逝世人物列表
下面是1831年逝世的知名人士列表。
1831年逝世人物列表：1月 - 2月 - 3月 - 4月 - 5月 - 6月 - 7月 - 8月 - 9月 - 10月 - 11月 - 12月

## 1月-6月

### 1月8日
- 法蘭茨·克羅默，捷克作曲家

### 1月21日
- 路德维希·阿希姆·冯·阿尔尼姆，德國作家

### 1月28日
- 亚历山大·叶菲莫维奇·伊兹迈洛夫，俄羅斯帝國寓言家、詩人、小說家、出版家以及教育家

### 2月2日
- 文森佐·迪梅奇，馬爾他雕塑家

### 2月14日
- 維森特·格雷羅，墨西哥第二任總統，獨立戰爭英雄
- 衣索比亞拉斯耶朱的瑪麗
- 薩巴加迪斯，衣索比亞軍閥

### 2月17日
- 腓特烈·威廉，格呂克斯堡王朝的建立者，丹麥國王克里斯蒂安三世之子年輕者漢斯的直系後裔。

### 3月9日
- 弗里德里希·马克西米利安·冯·克林格，德國作家

### 3月17日
- 拿破仑·路易·波拿巴，是荷蘭國王路德維克一世與奧坦絲·德·博阿爾內王后之次子。

### 4月5日
- 德米特裡·塞尼亞文，俄羅斯海軍上將

### 4月20日
- 约翰·阿伯内西，英國外科醫生

### 4月21日
- Thursday October Christian I，彼特凱恩島民，弗萊徹·克利斯蒂安之子

### 4月27日
- 卡洛·費利切，撒丁王國國王

### 4月30日
- 科萊特·巴克，英國軍官、探險家

### 5月17日
- 佐治·積遜，美國農民、律師、政治家
- 纳撒尼尔·罗切斯特，美國政治家

### 5月28日
- 亨利·格雷瓜尔，法國天主教神父

### 6月5日
- 塔雷諾雷勒，澳大利亞土著塔斯曼自由戰士

### 6月6日
- 羅伯特·富勒頓，檳城總督，英國海峽殖民地第一任總督

### 6月8日
- 莎拉·西登斯，英國女演員

### 6月10日
- 漢斯·卡爾·馮·弗里德里希·安東·迪比奇，俄羅斯軍士人物

### 6月27日
- 蘇菲·日爾曼，法國數學家

### 6月30日
- 威廉·羅斯科，英國廢奴主義者和作家

## 7月-12月

### 7月4日
- 詹姆斯·门罗，美國第5任總統

### 7月16日
- 路易·亞歷山大·安德羅·德·朗格隆，俄羅斯將軍

### 7月20日
- 雅克·德費爾蒙·德·沙佩利埃，法國政治家

### 8月5日
- 塞巴斯蒂安·埃拉爾，出生於德國的法國樂器製造商

### 8月23日
- 考尔岑·费伦茨，匈牙利語言學家及作家

### 8月24日
- 奥古斯特·奈德哈特·冯·格奈森瑙，普魯士陸軍元帥

### 9月11日
- 十返舍一九，日本江戶時期作家

### 9月28日
- 菲律賓·恩格爾哈德，德國作家、學者

### 10月17日
- 安東·阿洛伊斯 (霍亨索倫-錫格馬林根)

### 11月6日
- 希爾琴·薩默斯柴爾德，挪威教育家

### 11月11日
- 納特·特納，美國奴隸起義者

### 11月14日
- 格奥尔格·威廉·弗里德里希·黑格尔，德國古典哲學家

### 11月16日
- 卡尔·冯·克劳塞维茨，普魯士名將

### 11月19日
- 蒂圖米爾，孟加拉革命者[1]

### 11月21日
- 瑪麗·安妮·西蒙尼斯，比利時紡織工業家

### 12月15日
- 漢娜·亞當斯，美國作家

### 12月18日
- 威廉·彼爾德戴克，荷蘭作家

### 12月23日
- 艾米利亚·普莱特，波蘭女英雄

### 12月26日
- 亨利·路易斯·維維安·德羅齊奧，印度詩人
- 斯蒂芬·吉拉德，法裔美國銀行家